# Bontzweefvlieg
De bontzweefvlieg (Eriozona syrphoides) is een vliegensoort uit de familie van de zweefvliegen (Syrphidae). De wetenschappelijke naam van de soort is voor het eerst geldig gepubliceerd in 1817 door Fallen.